# 芦苇管巢蛛
芦苇管巢蛛（学名：Clubiona phragmitoides）为管巢蛛科管巢蛛属的动物，分布于中国大陆的四川等地。该物种的模式产地在四川。